# Клеффель, Арно
Арно Клеффель (нем. Arno Kleffel; 4 сентября 1840, Пёснек — 15 июля 1913, Николасзе) — немецкий композитор, дирижёр и музыкальный педагог.
Сын учителя. Окончил гимназию в Майнингене, учился в Лейпцигской консерватории, в том числе у Морица Гауптмана. В 1862—1864 гг. учитель музыки в Якобштадте, в 1864—1867 гг. дирижёр Музыкального общества в Риге. Затем театральный и оперный дирижёр в Кёльне, Амстердаме, Гёрлице, Бреслау, Штеттине, в 1873—1880 гг. в Берлине, далее работал в Аугсбурге и Магдебурге. В 1884—1892 гг. и в 1894—1904 гг. первый капельмейстер Кёльнского городского театра, дирижировал также Гюрцених-оркестром; в промежутке в 1892—1894 гг. преподавал теорию музыки в берлинской Консерватории Штерна. С 1904 г. преподавал там же композицию и дирижирование, одновременно музыкальный обозреватель газеты Berliner Lokalanzeiger. С 1910 г. возглавлял оперную школу Берлинской высшей школы музыки.
Автор оперы «Арфа морского царя» (нем. Des Meermanns Harfe; 1865, либретто Освальда Хорлахера), музыки к трагедии Гёте «Фауст», струнного квартета, многочисленных фортепианных пьес, более 150 песен.
Жена — Эмми Гнед-Кёлла (нем. Emmy Gned-Kölla; 1843—1921), оперная певица.